# 1954 год в телевидении
Список 1954 год в телевидении описывает события в мире телевидения, произошедшие в 1954 году.

## События
- 27 октября — вышел 1-й номер тележурнала «Искусство».
- 4 июля — Основана телекомпания Viacom

## Родились
- 9 января — Владислав Быков, телезнаток («Что? Где? Когда?», «Брейн-ринг», «Своя игра»), журналист и писатель, супруг и соавтор знатока интеллектуальных телеигр Ольги Деркач и автор телеигры «Антимония».
- 4 сентября — Виктор Бычков, телеведущий («Спокойной ночи, малыши!») и актёр.
- 2 октября — Игорь Малашенко, журналист, гендиректор телеканала НТВ (покончил с собой через повешение в 2019 году).
- 5 октября — Александр Клейн, телезнаток («Брейн-ринг» и «Своя игра») и педагог[1].